# 清見村立池本小学校
清見村立池本小学校 （きよみそんりつ いけもとしょうがっこう）は、かつて岐阜県大野郡清見村（現・高山市清見町）に存在した公立小学校。

## 概要
- 清見村北西部（池本・森茂・大谷など）が校区であった。1947年から1963年までは池本中学校を併設し、池本小中学校とも称した。1984年に清見小学校に統合され、廃校。
- 校舎は廃校後も公共施設として使用されていたが、1999年9月14～15日の台風16号による集中豪雨の土石流で被災。解体された。2018年現在、跡地は多目的施設「やまびこの家」が建てられている[1]。

## 沿革
- 1876年（明治9年） - 開智学校[注釈 2]倉知支校が開校。
- 1878年（明治11年） - 独立し、明智小学校となる。
- 1889年（明治22年） - 江黒小学校に改称する。
- 1893年（明治26年） - 吉城郡河合村舟原地区の児童を委託。
- 1895年（明治28年） - 河合村舟原地区の児童の委託を解消。
- 1901年（明治34年） - 河合村舟原地区の児童の委託を再開。
- 1902年（明治35年） - 新築移転。
- 1905年（明治38年） - 池本尋常小学校に改称する。1902年の移転により通学困難となった森茂地区で、住民有志による寺小屋教育を開始。
- 1908年（明治41年） - 森茂分教場を設置。
- 1920年（大正9年） - 保尋常小学校舟原分教場[注釈 3]が設置され、河合村舟原地区の委託を解消。
- 1928年（昭和3年） - 池本尋常高等小学校に改称する。
- 1941年（昭和16年）4月1日 - 池本国民学校に改称する。
- 1944年（昭和19年） - 片野冬季分教場を設置。
- 1947年（昭和22年）4月1日 - 清見村立池本小学校に改称する。池本中学校を併設。片野冬季分教場を廃止。
- 1952年（昭和27年）1月 - 小鳥山地区[注釈 4]に小鳥山冬季分校を設置。
- 1953年（昭和38年）4月 - 清見村内の中学校が統合され、清見中学校が開校し池本中学校は廃止。池本小学校は単独校となる。
- 1968年（昭和43年） - 小鳥山分校を廃止。
- 1972年（昭和47年） - 森茂分校を廃止。
- 1984年（昭和59年）3月 - 清見小学校に統合され廃校。